# Sferna aberacija
Sferna aberacija nastaje kada se zrake svjetlosti s rubova i središta leće ili sfernoga zrcala različito lome i imaju različite žarišne daljine. Slika predmeta nije oštra. Korekcija sferne aberacije postiže se sužavanjem snopa svjetlosti koji pada na leću ili zrcalo, uporabom paraboličnih zrcala, postavljanjem konvergentnih i divergentnih leća jednih uz druge, uporabom stakla većeg indeksa loma tako da zakrivljenost leće, a time i sferna aberacija, budu što manji, oblikovanjem leće tako da je jače zakrivljena u središtu nego na rubovima, i tako dalje. Primjerice ljudsko oko korigira sfernu aberaciju tako što je rožnica manje zakrivljena na rubovima nego na sredini, a očna leća nije homogena, već ima manju gustoću na rubovima, pa slabije lomi rubne zrake.
Zrake koje prolaze kroz središnje dijelove daju oštru sliku na drugom mjestu, a ne na onom na kojem je daju okrajni dijelovi leće. Zato se kod upotrebe cijelog otvora leće ne dobiva nigdje oštra slika. Kod rastresne leće je obrnuto, to jest sferna aberacija sastoji se u tome da je prividno (virtualno) žarište rubnih dijelova leće dalje od leće negoli žarište srednjih dijelova. Prema tome, sfernu aberaciju sabirne leće možemo smanjiti ako leću kombiniramo s rastresnom lećom odgovarajuće jakosti. Takva kombinacija konveksne i konkavne leće kod koje je znatno smanjena sferna aberacija zove se sferno korigirani sustav. Sabirna leća kod koje je posebnim brušenjem sferna aberacija posve uklonjena (korigirana) zove se aplanatička leća ili aplanat.

## Udubljeno ili konkavno zrcalo
Geometrijsko središte kugline plohe ili sfere je središte zakrivljenosti zrcala, a polumjer te kugle je polumjer zakrivljenosti zrcala r. Točka u sredini zrcala je tjeme zrcala, a pravac koji spaja tjeme i središte zove se optička os zrcala. Kut što ga u središtu zakrivljenosti zrcala čine polumjeri povučeni prema rubu zrcala zove se kut otvora ili apertura zrcala. 
Možemo si zamisliti da je udubljeno zrcalo sastavljeno od niza ravnih zrcala koja su to više nagnuta prema optičkoj osi što se nalaze dalje od nje. Zato su kutovi upadanja paralelnih zraka to veći što se ta ravna zrcala nalaze dalje od optičke osi, pa će se zrake odbijati sve strmije po zakonu refleksije. Sve reflektirane zrake prolazit će kroz jednu točku koja se zove žarište ili fokus F. Udaljenost žarišta od tjemena zrcala zove se žarišna daljina f. Ona je jednaka polovini polumjera zakrivljenosti, to jest:
{\displaystyle f={\frac {r}{2}}}
Ako os udubljenog zrcala okrenemo prema Suncu, razvit će se u žarištu toliko topline da će se moći zapaliti šibica. 
Kod većih kutova otvora zrcala paralelne zrake neće se više nakon refleksije sastati u jednoj točki. Zrake više udaljene od optičke osi sjeći će se bliže tjemenu, a zrake bliže optičkoj osi sjeći će se dalje od tjemena zrcala. Ta se površina zove katakaustička ploha, koju možemo pokazati pomoću jednog prstena koji leži na svijetloj podlozi ako na njega padaju Sunčeve zrake. Pogreška udubljenog ili konkavnog zrcala da mu se krajnje zrake ne sijeku u žarištu zove se sferna aberacija. Tu pogrešku nema parabolično udubljeno zrcalo. To je zbog svojstva da radijvektor, to jest pravac povučen iz žarišta do bilo koje točke parabole i pravac povučen iz iste točke paralelno s njezinom osi zatvara s normalom parabole u toj točki uvijek isti kut. Zato su astronomska zrcala uvijek parabolična.